# Wzgórza Tynieckie
Wzgórza Tynieckie – wzgórza na prawym brzegu Wisły w należącym do Krakowa Tyńcu. Pod względem geograficznym znajdują się na Pomoście Krakowskim zaliczanym do makroregionu Bramy Krakowskiej. Od zachodu i północy opadają do terasy Wisły, od wschodu i północnego wschodu omija je autostrada A4.
Są to porośnięte lasem, niskie wzgórza o wysokości względnej nad terasą Wisły do 90 m. Wisła tworzy w tym miejscu pomiędzy Wzgórzami Tynieckimi, a znajdującymi się na jej lewym brzegu Skałkami Piekarskimi przełom zwany Bramą Tyniecką. Obramowanie przełomu na prawym brzegu tworzą najbardziej na zachód wysunięte wzgórza: Wzgórze Klasztorne (233 m) i Grodzisko (280 m). Na Wzgórzu Klasztornym stoi Opactwo Benedyktynów w Tyńcu. Do terasy Wisły opada pionowymi skałami zwanymi Filarkami. Przy normalnym stanie wody Wisła płynie w niewielkiej odległości od podnóży skał Wzgórza Klasztornego, przy podwyższonym stanie dociera do skał. Na Grodzisku odkryto pozostałości grodziska z okresu kultury łużyckiej. Pozostałe wzniesienia Wzgórz Tynieckich to: Winnica (ok. 250 m), Kowadza (261 m), Duża Kowodrza (261 m), Bogucianka (270 m), Kozobica (282 m), Ostra Góra (284 m), Bukówka (269 m), Duża Biedzinka (229 m), Stępnica (266 m), Wielkanoc (260 m), Wielogóra (ok. 257 m) oraz najwyższe Guminek (294 m).

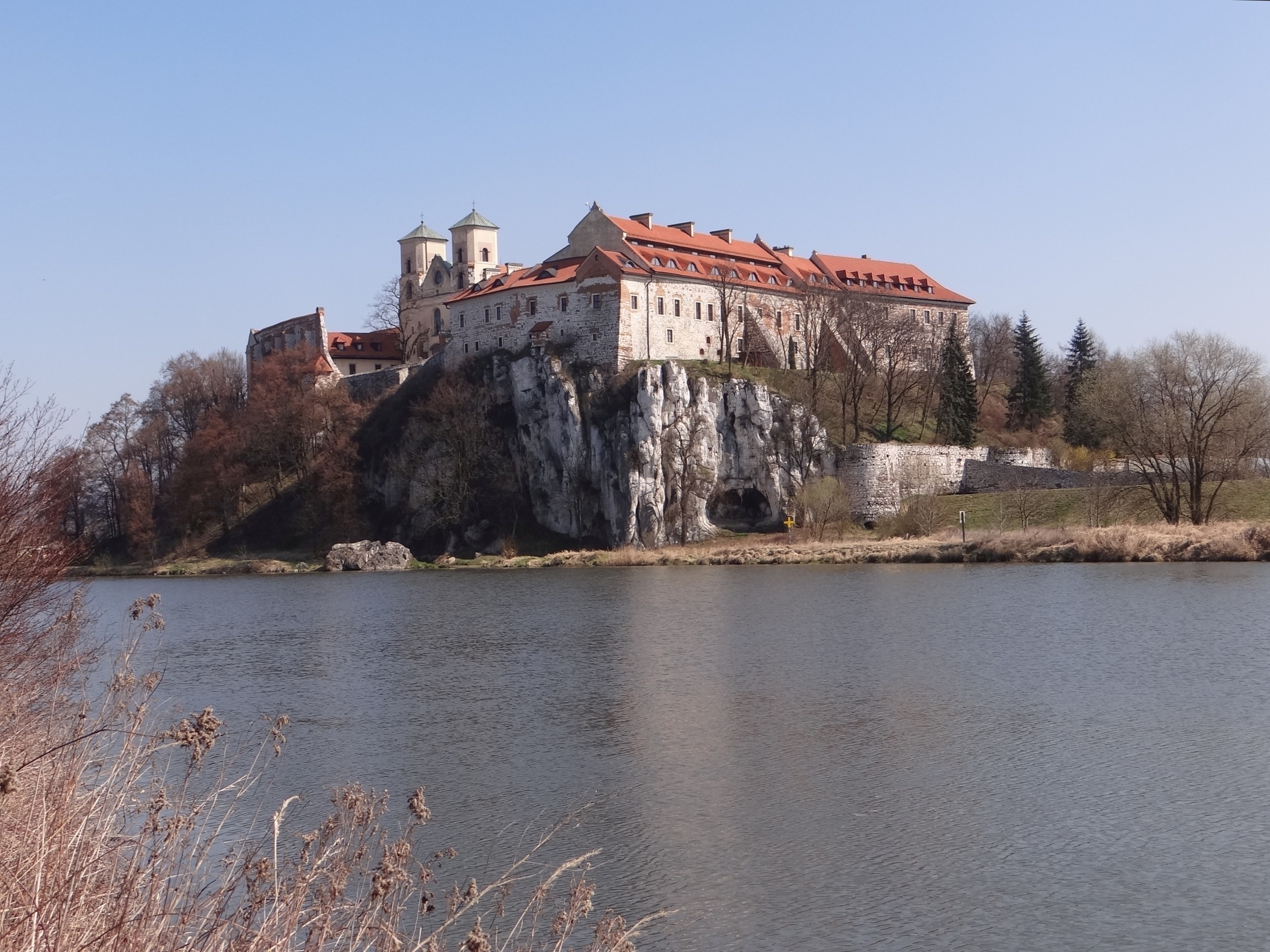
Wzgórze Klasztorne zza Wisły
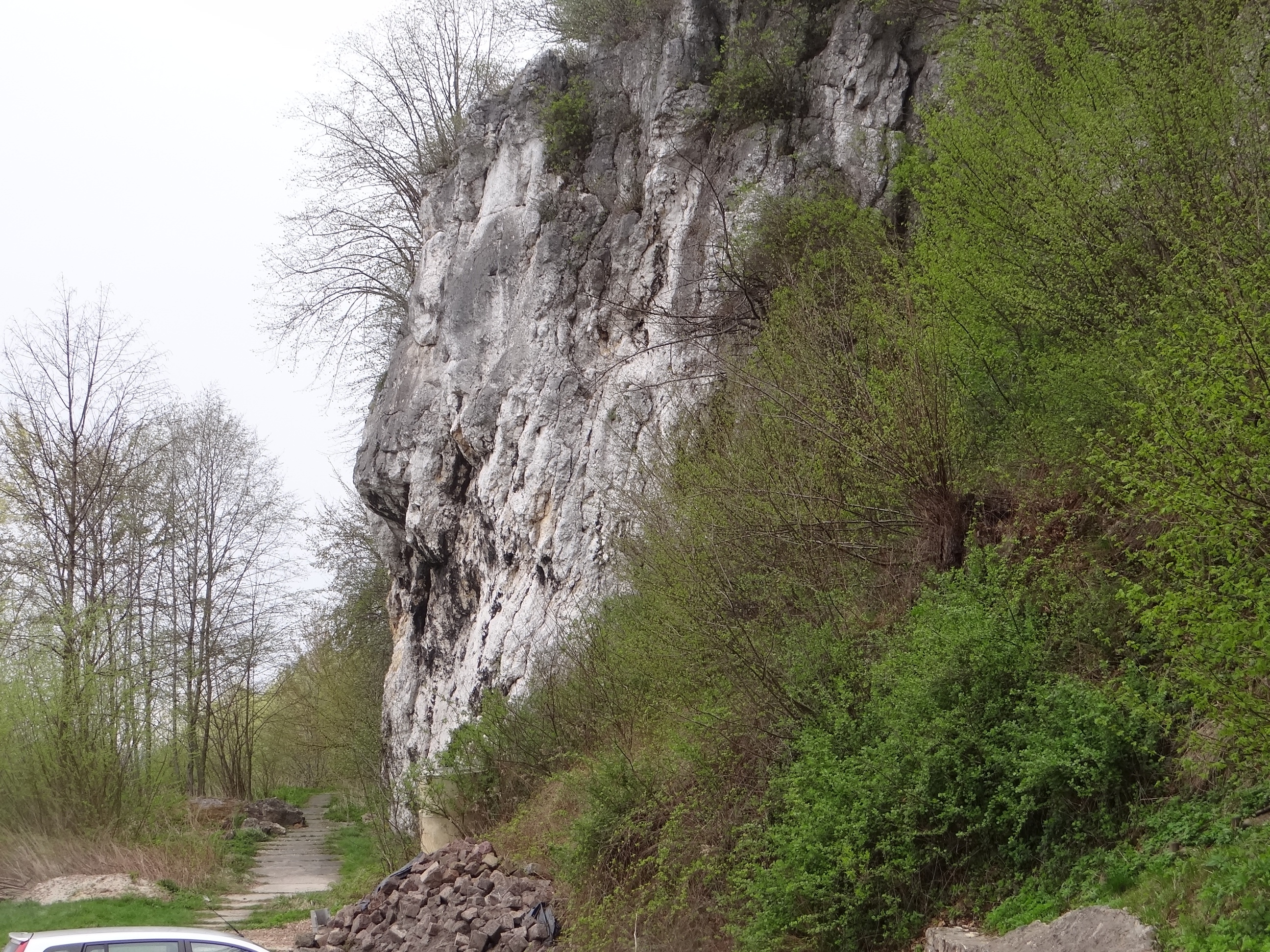
Skała Winnica
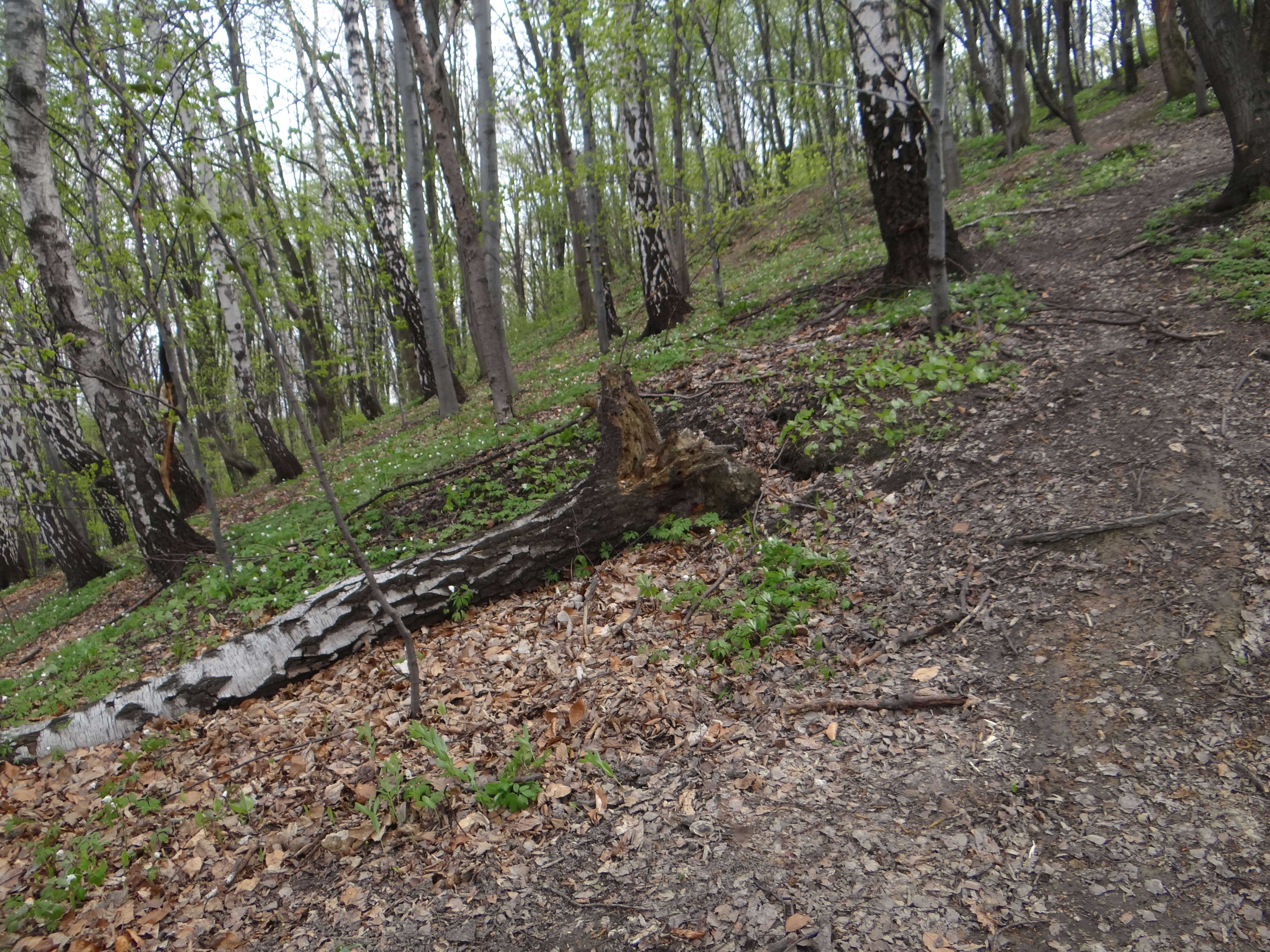
Grodzisko wiosną
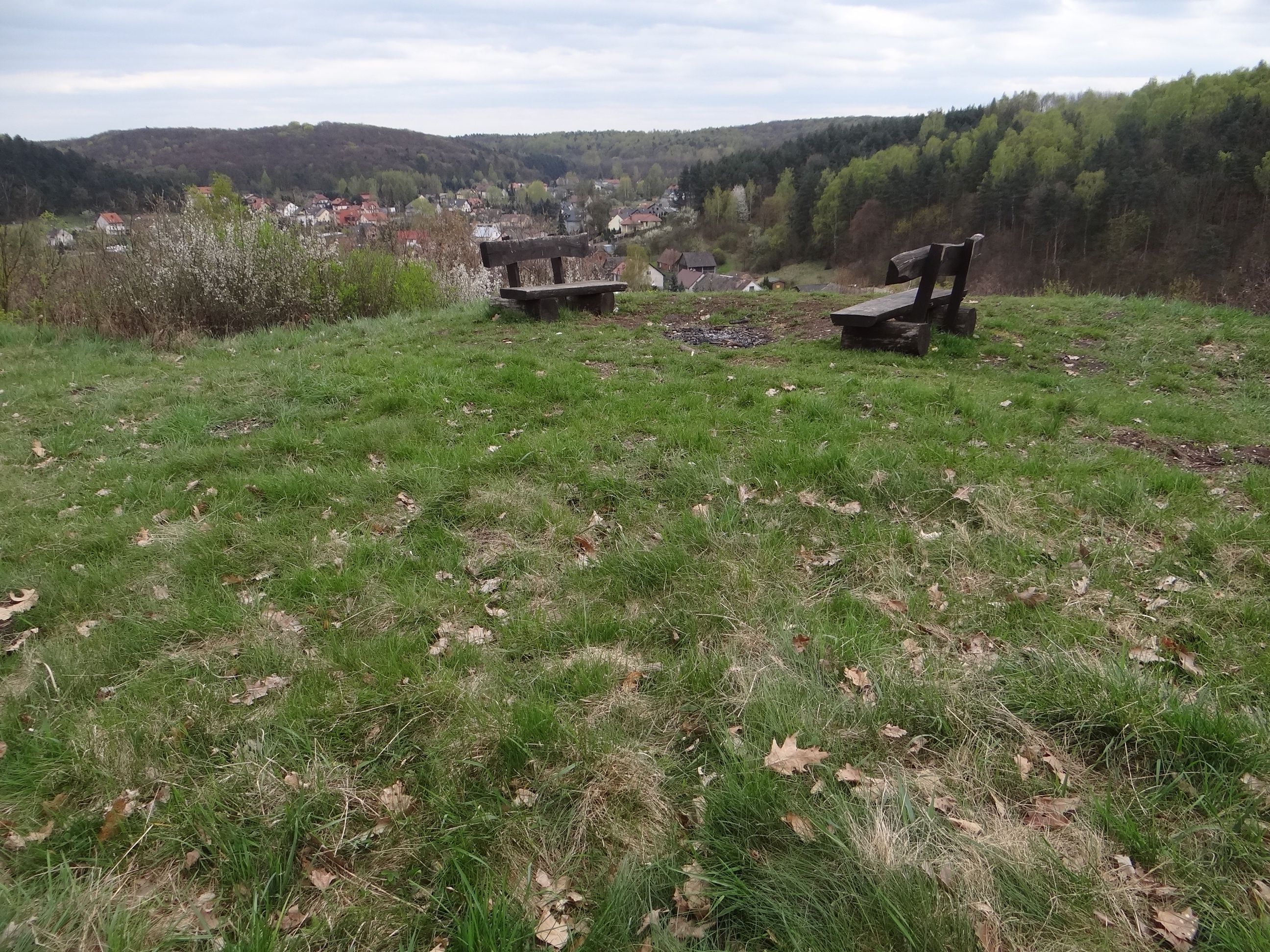
Na szczycie Wielkanocy
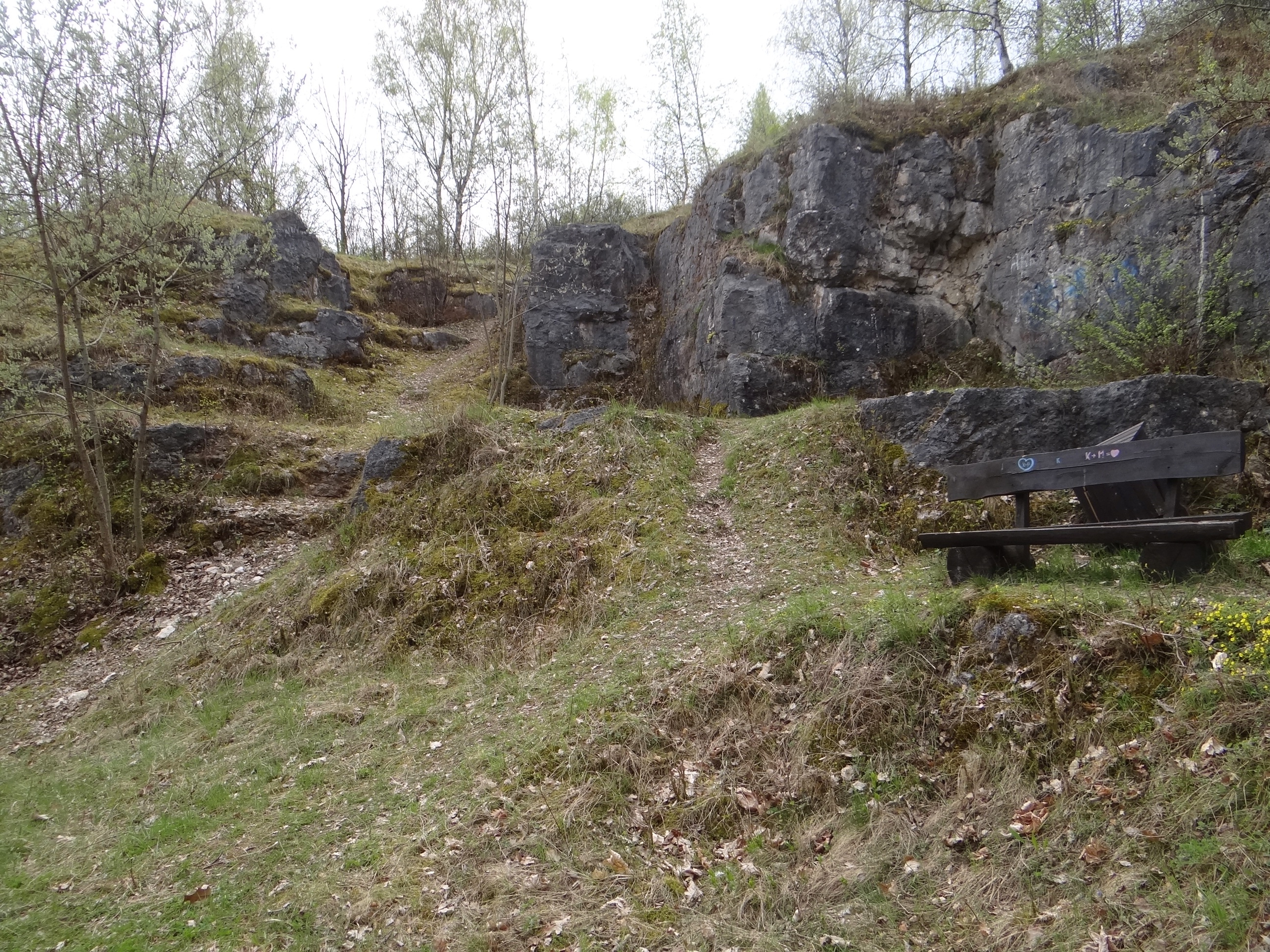
Dawny kamieniołom na zboczach Wielkanocy

Wzgórza Tynieckie zbudowane są z wapieni pochodzących z okresu górnej jury. Dzięki gęstej sieci ścieżek wzgórza te są popularnym miejscem do rekreacji, spacerów, a także uprawiania sportów. Poprowadzono nimi znakowany szlak turystyczny w postaci pętli, są ścieżki edukacyjne, trasy rowerowe i szereg nieznakowanych ścieżek. Wzgórza włączono w obszar Bielańsko-Tynieckiego Parku Krajobrazowego. Na północnej części wzgórz utworzono faunistyczny rezerwat przyrody Skołczanka, ponadto na wzgórzach i w dolinie między nimi są trzy użytki ekologiczne: Uroczysko Kowadza, Uroczysko Tyniec i Uroczysko Wielkanoc.
W wielu miejscach wydobywano dawniej wapienie dla potrzeb budowlanych. Pozostałościami tej działalności są nieczynne kamieniołomy Grodzisko, Bogucianka i Wielkanoc oraz wapiennik na Boguciance. Na Dużej Kowodrzy jest miejsce upamiętniające około 500 Żydów zamordowanych tutaj przez Niemców w czasie II wojny światowej. Jest kilka jaskiń i schronów jaskiniowych: Jaskinia w Winnicy, Schronisko w Biedzinie, Schronisko pod Grodziskiem, Schronisko w Stępnicy, Schronisko w Wielogórze, Schronisko w Skałach Winnicy, Schronisko w Winnicy Drugie, Szczelina nad Wisłą, Szczelina pod Klasztorem. Skały Skurwysyn i Winnica zostały udostępnione do wspinaczki skalnej.
Niektóre miejsca Wzgórz Tynieckich są dobrymi punktami widokowymi. Szczególnie szerokie panoramy widokowe rozciągają się ze szczytu wzgórzy Kowadza, Wielkanoc, Bogucianka i Duża Kowodrza.

## Szlaki turystyczne
zielona pętla z opactwa benedyktynów w Tyńcu przez Dużą Kowodrzę, rezerwat Skołczanka, Ostrą Górę, Guminek, Stępnicę, Grodzisko i dalej brzegiem Wisły, aż do opactwa benedyktynów. Długość około 8 km. Szlak ten nazywany jest Ścieżką Siedmiu Wzgórz.